# Вписанно-описанный четырёхугольник
Вписанно-описанный четырёхугольник — это выпуклый четырёхугольник, который имеет как вписанную окружность, так и описанную окружность. Из определения следует, что вписанно-описанные четырёхугольники имеют все свойства как описанных четырёхугольников, так и вписанных четырёхугольников. Другие названия этих четырёхугольников: хордо-касающийся четырёхугольник и бицентрический четырёхугольник. Их также называют двух-окружностными четырёхугольниками.
Если две окружности, одна внутри другой, являются вписанной окружностью и описанной окружностью некоторого четырёхугольника, то любая точка на описанной окружности является вершиной какого-то (возможно, другого) вписанно-описанного четырёхугольника, имеющего те же самые вписанные и описанные окружности. Это следствие поризма Понселе, который доказал французский математик Жан-Виктор Понселе (1788–1867).

## Специальные случаи
Примерами вписанно-описанных четырёхугольников являются квадраты, прямоугольные дельтоиды и равнобокие описанные трапеции.

## Описание
Выпуклый четырёхугольник ABCD со сторонами a, b, c, d является бицентрическим тогда и только тогда, когда противоположные стороны удовлетворяют теореме Пито для описанных четырёхугольников и свойству вписанных четырёхугольников, что противоположные углы в сумме дают 180 градусов, то есть
{\displaystyle {\begin{cases}a+c=b+d\\A+C=B+D=\pi .\end{cases}}}
Три других описания касаются точек, в которых вписанная окружность в описанном четырёхугольнике касается сторон. Если вписанная окружность касается сторон AB, BC, CD и DA в точках W, X, Y и Z соответственно, то описанный четырёхугольник ABCD является также и описанным в том и только в том случае, когда выполняется любое из следующих трёх условий:
- Отрезок WY перпендикулярен XZ
- {\displaystyle {\frac {AW}{WB}}={\frac {DY}{YC}}}
- {\displaystyle {\frac {AC}{BD}}={\frac {AW+CY}{BX+DZ}}}

Первое из этих трёх условий означает, что контактный четырёхугольник WXYZ является ортодиагональным четырёхугольником.
Если E, F, G, H являются серединами WX, XY, YZ, ZW соответственно, то описанный четырёхугольник ABCD также является описанным тогда и только тогда, когда четырёхугольник EFGH является прямоугольником.
Согласно другому описанию, если I является центром вписанной окружности описанного четырёхугольника, у которого продолжения противоположных сторон пересекаются в точках J и K, то четырёхугольник является описанным тогда и только тогда, когда JIK является прямым углом.
Ещё одним необходимым и достаточным условием является то, что описанный четырёхугольник ABCD является описанным тогда и только тогда, когда его прямая Гаусса перпендикулярна прямой Гаусса его контактного четырёхугольника WXYZ. (Прямая Гаусса четырёхугольника определяется средними точками его диагоналей.)

## Построение
Имеется простой метод построения бицентрического четырёхугольника:
Построение начинается с вписанной окружности Cr с центром I и радиусом r, затем рисуем две перпендикулярные друг другу хорды WY и XZ во вписанной окружности Cr (их пересечение должно быть внутри Cr). На концах хорд проводим касательные a, b, c и d к вписанной окружности. Они пересекаются в точках A, B, C and D, которые являются вершинами вписанно-описанного четырёхугольника.
Чтобы нарисовать описанную окружность, рисуем два серединных перпендикуляра p1 и p2 к сторонам вписанно-описанного четырёхугольника a и b соответственно. Они пересекаются в центре O описанной окружности CR на расстоянии x от центра I вписанной окружности Cr.
Справедливость этого построения вытекает из факта, что в описанном четырёхугольнике ABCD контактный четырёхугольник WXYZ имеет перпендикулярные диагонали тогда и только тогда, когда описанный четырёхугольник является также вписанным.

## Площадь

### Формулы в терминах четырёх величин
Площадь K вписанно-описанного четырёхугольника можно выразить в терминах четырёх величин четырёхугольника несколькими способами. Если a, b, c и d являются сторонами, то площадь задаётся формулой
{\displaystyle \displaystyle K={\sqrt {abcd}}.}
Это частный случай формулы Брахмагупты. Формулу можно получить и прямо из тригонометрической формулы площади описанного четырёхугольника. Заметим, что обратное не выполняется — некоторые четырёхугольники, не являющиеся бицентрическими, также имеют площадь  {\displaystyle \displaystyle K={\sqrt {abcd}}.}. Примером такого четырёхугольника служит прямоугольник (с разными сторонами, не квадрат).
Площадь может быть выражена в терминах отрезков от вершины до точки касания (для краткости будем называть эти длины касательными длинами) e, f, g, h
{\displaystyle K={\sqrt[{4}]{efgh}}(e+f+g+h).}
Формула площади вписанно-описанного четырёхугольника ABCD с центром вписанной окружности I
{\displaystyle K=AI\cdot CI+BI\cdot DI.}
Если вписанно-описанный четырёхугольник имеет касательные хорды k, l и диагонали p, q, тогда он имеет площадь
{\displaystyle K={\frac {klpq}{k^{2}+l^{2}}}.}
Если k, l являются касательными хордами и m, n являются бимедианами четырёхугольника, тогда площадь может быть вычислена с помощью формулы.
{\displaystyle K=\left|{\frac {m^{2}-n^{2}}{k^{2}-l^{2}}}\right|kl}
Формула не может быть использована, если четырёхугольник является прямоугольным дельтоидом, поскольку в этом случае знаменатель равен нулю.
Если M и N являются серединами диагоналей, а E и F являются точками пересечения продолжения сторон, то площадь вписанно-описанного четырёхугольника задаётся формулой
{\displaystyle K={\frac {2MN\cdot EI\cdot FI}{EF}}},
где I является центром вписанной окружности.

### Формулы в терминах трёх величин
Площадь вписанно-описанного четырёхугольника можно выразить в терминах двух противоположных сторон и угла θ между диагоналями согласно формуле
{\displaystyle K=ac\mathrm {tg} \,{\frac {\theta }{2}}=bd\mathrm {ctg} \,{\frac {\theta }{2}}.}
В терминах двух смежных углов и радиуса r вписанной окружности площадь площадь задаётся формулой
{\displaystyle K=2r^{2}\left({\frac {1}{\sin {A}}}+{\frac {1}{\sin {B}}}\right).}
Площадь задаётся в терминах радиуса R описанной окружности и радиуса r вписанной окружности как
{\displaystyle K=r(r+{\sqrt {4R^{2}+r^{2}}})\sin \theta }
где θ является любым из углов между диагоналями.
Если M и N являются средними точками диагоналей, а E и F являются точками пересечения продолжений противоположных сторон, площадь можно выразить формулой
{\displaystyle K=2MN{\sqrt {EQ\cdot FQ}}},
где Q является основанием перпендикуляра на прямую EF из центра вписанной окружности.

### Неравенства
Если r и R являются радиусом вписанной окружности и радиусом описанной окружности соответственно, тогда площадь K удовлетворяет двойному неравенству
{\displaystyle \displaystyle 4r^{2}\leqslant K\leqslant 2R^{2}.}
Равенство получим, только если четырёхугольник является квадратом.
Другим неравенством для площади будет:p.39,#1203
{\displaystyle K\leqslant {\tfrac {4}{3}}r{\sqrt {4R^{2}+r^{2}}}},
где r и R являются радиусом вписанной окружности и радиусом описанной окружности соответственно.
Похожее неравенство, дающее более точную верхнюю границу для площади, чем предыдущее
{\displaystyle K\leqslant r(r+{\sqrt {4R^{2}+r^{2}}})}
и равенство достигается тогда и только тогда, когда четырёхугольник является прямоугольным дельтоидом.
Кроме того, со сторонами a, b, c, d и полупериметром s:
{\displaystyle 2{\sqrt {K}}\leqslant qs\leqslant r+{\sqrt {r^{2}+4R^{2}}};}:p.39,#1203
{\displaystyle 6K\leqslant ab+ac+ad+bc+bd+cd\leqslant 4r^{2}+4R^{2}+4r{\sqrt {r^{2}+4R^{2}}};}:p.39,#1203
{\displaystyle 4Kr^{2}\leqslant abcd\leqslant {\frac {16}{9}}r^{2}(r^{2}+4R^{2}).}:p.39,#1203

## Формулы углов
Если a, b, c и d являются длинами сторон AB, BC, CD и DA соответственно во вписанно-описанном четырёхугольнике ABCD, то его углы в вершинах можно вычислить с помощью тангенса:
{\displaystyle \mathrm {tg} \,{\frac {A}{2}}={\sqrt {\frac {bc}{ad}}}=\mathrm {ctg} \,{\frac {C}{2}},}
{\displaystyle \mathrm {tg} \,{\frac {B}{2}}={\sqrt {\frac {cd}{ab}}}=\mathrm {ctg} \,{\frac {D}{2}}.}
Если использовать те же обозначения, выполняются следующие формулы для синусов и косинусов:
{\displaystyle \sin {\frac {A}{2}}={\sqrt {\frac {bc}{ad+bc}}}=\cos {\frac {C}{2}},}
{\displaystyle \cos {\frac {A}{2}}={\sqrt {\frac {ad}{ad+bc}}}=\sin {\frac {C}{2}},}
{\displaystyle \sin {\frac {B}{2}}={\sqrt {\frac {cd}{ab+cd}}}=\cos {\frac {D}{2}},}
{\displaystyle \cos {\frac {B}{2}}={\sqrt {\frac {ab}{ab+cd}}}=\sin {\frac {D}{2}}.}
Угол θ между диагоналями можно вычислить из формулы.
{\displaystyle \displaystyle \mathrm {tg} \,{\frac {\theta }{2}}={\sqrt {\frac {bd}{ac}}}.}

## Радиус вписанной окружности и радиус описанной окружности
Радиус вписанной окружности r вписанно-описанного четырёхугольника определяется сторонами a, b, c, d по формуле
{\displaystyle \displaystyle r={\frac {\sqrt {abcd}}{a+c}}={\frac {\sqrt {abcd}}{b+d}}.}
Радиус описанной окружности R является частным случаем  формулы Парамешвары
{\displaystyle \displaystyle R={\frac {1}{4}}{\sqrt {\frac {(ab+cd)(ac+bd)(ad+bc)}{abcd}}}.}
Радиус вписанной окружности можно выразить также в терминах последовательных касательных длин e, f, g, h согласно формуле.
{\displaystyle \displaystyle r={\sqrt {eg}}={\sqrt {fh}}.}
Эти две формулы, фактически, являются необходимыми и достаточными условиями для описанного четырёхугольника с радиусом вписанной окружности r быть вписанным.
Четыре стороны a, b, c, d вписанно-описанного четырёхугольника являются решениями уравнения четвёртой степени
{\displaystyle y^{4}-2sy^{3}+(s^{2}+2r^{2}+2r{\sqrt {4R^{2}+r^{2}}})y^{2}-2rs({\sqrt {4R^{2}+r^{2}}}+r)y+r^{2}s^{2}=0},
где s является полупериметром, а r и R являются радиусом вписанной окружности и радиусом описанной окружности соответственно.
Если имеется вписанно-описанный четырёхугольник с радиусом вписанной окружности r, касательные длины которых равны e, f, g, h, то существует вписанно-описанный четырёхугольник с радиусом вписанной окружности rv, касательные длины которых равны {\displaystyle e^{v},f^{v},g^{v},h^{v}}, где v могут быть любым вещественным числом.
Вписанно-описанный четырёхугольник имеет больший радиус вписанной окружности, чем любой другой описанный четырёхугольник, имеющий те же длины сторон в той же последовательности.

### Неравенства
Радиус описанной окружности R и радиус вписанной окружности r удовлетворяют неравенству
{\displaystyle R\geqslant {\sqrt {2}}r},
которое доказал Л. Фейеш Тот в 1948. Неравенство превращается в равенство, только если две окружности концентричны (центры совпадают). В этом случае четырёхугольник является квадратом. Неравенство можно доказать несколькими различными путями, один из путей использует двойное неравенство для площади выше.
Обобщением предыдущего неравенства является.
{\displaystyle {\frac {r{\sqrt {2}}}{R}}\leqslant {\frac {1}{2}}\left(\sin {\frac {A}{2}}\cos {\frac {B}{2}}+\sin {\frac {B}{2}}\cos {\frac {C}{2}}+\sin {\frac {C}{2}}\cos {\frac {D}{2}}+\sin {\frac {D}{2}}\cos {\frac {A}{2}}\right)\leqslant 1},
где неравенство превращается в равенство тогда и только тогда, когда четырёхугольник является квадратом.
Полупериметр s вписанно-описанного четырёхугольника удовлетворяет
{\displaystyle {\sqrt {8r\left({\sqrt {4R^{2}+r^{2}}}-r\right)}}\leqslant s\leqslant {\sqrt {4R^{2}+r^{2}}}+r},
где r и R являются радиусом вписанной окружности и радиусом описанной окружности соответственно.
Более того,:p.39,#1203
{\displaystyle 2sr^{2}\leqslant abc+abd+acd+bcd\leqslant 2r(r+{\sqrt {r^{2}+4R^{2}}})^{2}}
и
{\displaystyle abc+abd+acd+bcd\leqslant 2{\sqrt {K}}(K+2R^{2}).} :p.62,#1599

## Расстояние между центром вписанной окружности и центром описанной окружностей

### Теорема Фусса
Теорема Фусса даёт связь между радиусом вписанной окружности r, радиусом описанной окружности R и расстоянием x между центром вписанной окружности I и центром описанной окружности O, для любого бицентрического четырёхугольника. Связь задаётся формулой.
{\displaystyle {\frac {1}{(R-x)^{2}}}+{\frac {1}{(R+x)^{2}}}={\frac {1}{r^{2}}},}
Или, эквивалентно,
{\displaystyle \displaystyle 2r^{2}(R^{2}+x^{2})=(R^{2}-x^{2})^{2}.}
Формулу вывел Николай Иванович Фусс (1755–1826) в 1792. Решая относительно x, получим
{\displaystyle x={\sqrt {R^{2}+r^{2}-r{\sqrt {4R^{2}+r^{2}}}}}.}
Теорема Фусса для вписанно-описанных четырёхугольников, которая является аналогом теоремы Эйлера для треугольников, утверждает, что если четырёхугольник бицентрический, то его две ассоциированных окружности связаны приведённой выше формулой. Фактически, обратное также выполняется — если даны две окружности (одна внутри другой) с радиусами R и r и расстояние x между их центрами удовлетворяет условию теоремы Фусса, существует выпуклый четырёхугольник, вписанный в одну из окружностей, а другая окружность будет вписана в четырёхугольник (а тогда, по теореме Понселе, существует бесконечно много таких четырёхугольников).
Если использовать факт, что {\displaystyle x^{2}\geqslant 0} в выражении теоремы Фусса, получим другим способом уже упомянутое неравенство {\displaystyle R\geqslant {\sqrt {2}}r.} Обобщением неравенства будет
{\displaystyle 2r^{2}+x^{2}\leqslant R^{2}\leqslant 2r^{2}+x^{2}+2rx.}

### Тождество Карлица
Другая формула расстояния x между центрами вписанной окружности и описанной окружности принадлежит американскому математику Леонарду Карлицу (1907–1999). Формула утверждает, что.
{\displaystyle \displaystyle x^{2}=R^{2}-2Rr\cdot \mu },
где r и R являются радиусом вписанной окружности и радиусом описанной окружности соответственно, и
{\displaystyle \displaystyle \mu ={\sqrt {\frac {(ab+cd)(ad+bc)}{(a+c)^{2}(ac+bd)}}}={\sqrt {\frac {(ab+cd)(ad+bc)}{(b+d)^{2}(ac+bd)}}}},
где a, b, c, d являются сторонами вписанно-описанного четырёхугольника.

### Неравенства для касательных длин и сторон
Для касательных длин e, f, g, h выполняются следующие неравенства:
{\displaystyle 4r\leqslant e+f+g+h\leqslant 4r\cdot {\frac {R^{2}+x^{2}}{R^{2}-x^{2}}}}
и
{\displaystyle 4r^{2}\leqslant e^{2}+f^{2}+g^{2}+h^{2}\leqslant 4(R^{2}+x^{2}-r^{2})},
где r является радиусом вписанной окружности, R является радиусом описанной окружности, а x является расстоянием между центрами этих окружностей. Стороны a, b, c, d удовлетворяют неравенствам
{\displaystyle 8r\leqslant a+b+c+d\leqslant 8r\cdot {\frac {R^{2}+x^{2}}{R^{2}-x^{2}}}}
и
{\displaystyle 4(R^{2}-x^{2}+2r^{2})\leqslant a^{2}+b^{2}+c^{2}+d^{2}\leqslant 4(3R^{2}-2r^{2}).}

## Другие свойства центра вписанной окружности
Центр описанной окружности, центр вписанной окружности и точка пересечения диагоналей во вписанно-описанном четырёхугольнике коллинеарны.
Есть следующее равенство относительно четырёх расстояний между центром вписанной окружности I и вершинами бицентрического четырёхугольника ABCD:
{\displaystyle {\frac {1}{AI^{2}}}+{\frac {1}{CI^{2}}}={\frac {1}{BI^{2}}}+{\frac {1}{DI^{2}}}={\frac {1}{r^{2}}}},
где r — радиус вписанной окружности.
Если точка P является пересечением диагоналей во вписанно-описанном четырёхугольнике ABCD с центром вписанной окружности I, то
{\displaystyle {\frac {AP}{CP}}={\frac {AI^{2}}{CI^{2}}}.}
Есть неравенство для радиуса r вписанной окружности и радиуса описанной окружности R во вписанно-описанном четырёхугольнике ABCD
{\displaystyle 4r^{2}\leqslant AI\cdot CI+BI\cdot DI\leqslant 2R^{2}},
где I является центром вписанной окружности.

## Свойства диагоналей
Длины диагоналей во вписанно-описанном четырёхугольнике можно выразить терминах сторон или касательных длин. Эти формулы верны для вписанных четырёхугольников и описанных четырёхугольников соответственно.
Во вписанно-описанном четырёхугольнике с диагоналями p и q выполняется тождество:
{\displaystyle \displaystyle {\frac {pq}{4r^{2}}}-{\frac {4R^{2}}{pq}}=1},
где r и R являются радиусом вписанной окружности и радиусом описанной окружности соответственно. Это тождество можно переписать как
{\displaystyle r={\frac {pq}{2{\sqrt {pq+4R^{2}}}}}}
или, решив его как квадратное уравнение относительно произведения диагоналей, получим
{\displaystyle pq=2r\left(r+{\sqrt {4R^{2}+r^{2}}}\right).}
Есть неравенство для произведения диагоналей p, q во вписанно-описанном четырёхугольнике
{\displaystyle \displaystyle 8pq\leqslant (a+b+c+d)^{2}},
где a, b, c, d — стороны. Неравенство доказал Мюррей С. Кламкин в 1967.